# Beginnings (album d'Ambrose Slade)
Pour les articles homonymes, voir Beginnings.
Albums de Ambrose Slade
Play It Loud
(1970)
Singles
1. Genesis
Sortie : 14 mai 1969

Beginnings est le premier album studio du groupe britannique de rock Slade, et le seul sorti sous le nom de « Ambrose Slade ». Il est sorti en 1969 sur le label Fontana Records.
Sur les douze chansons de l'album, quatre sont des compositions originales, les autres étant des reprises d'autres artistes, parmi lesquels les Beatles, Steppenwolf, Frank Zappa ou Marvin Gaye. Sa pochette est une photographie des quatre membres du groupe prise au sommet de Pouk Hill, une colline située non loin de Wolverhampton, leur ville d'origine.
L'album est un échec commercial, tout comme l'unique 45 tours qui en est extrait, l'instrumental Genesis. Aux États-Unis, il est édité sous le titre Ballzy, avec une pochette différente. Il est réédité en 1975 sous le titre Beginnings of Slade, le groupe ayant entre-temps rencontré le succès, mais cette réédition est rapidement retirée des ventes en raison de problèmes de droits.

## Fiche technique

### Chansons
| 1. | Genesis (instrumental)                                   | Dave Hill, Noddy Holder, Jim Lea, Don Powell | 3:16 |
| 2. | Everybody's Next One (reprise de Steppenwolf)            | John Kay, Gabriel Mekler                     | 2:45 |
| 3. | Knocking Nails into My House (reprise de The Idle Race)  | Jeff Lynne                                   | 2:24 |
| 4. | Roach Daddy                                              | Dave Hill, Noddy Holder, Jim Lea, Don Powell | 3:03 |
| 5. | Ain't Got No Heart (reprise de The Mothers of Invention) | Frank Zappa                                  | 2:37 |
| 6. | Pity the Mother                                          | Noddy Holder, Jim Lea                        | 3:57 |

| 7.  | Mad Dog Cole (instrumental)                                 | Dave Hill, Noddy Holder, Jim Lea, Don Powell | 2:42 |
| 8.  | Fly Me High (reprise des Moody Blues)                       | Justin Hayward                               | 2:56 |
| 9.  | If This World Were Mine                                     | Marvin Gaye                                  | 3:16 |
| 10. | Martha My Dear (reprise des Beatles)                        | John Lennon, Paul McCartney                  | 2:10 |
| 11. | Born to Be Wild (reprise de Steppenwolf)                    | Mars Bonfire                                 | 3:24 |
| 12. | Journey to the Center of the Mind (reprise des Amboy Dukes) | Ted Nugent, Steve Farmer                     | 2:46 |

### Musiciens
- Noddy Holder : chant, guitare rythmique
- Dave Hill : guitare solo
- Jim Lea : basse, violon
- Don Powell : batterie

### Équipe de production
- Ambrose Slade : production
- Roger Wake : production, ingénieur du son
- Richard Stirlin : photographe
- Linda Glover : pochette